# Festuca bucegiensis
Festuca bucegiensis är en gräsart som beskrevs av Markgr.-dann. Festuca bucegiensis ingår i släktet svinglar, och familjen gräs. Inga underarter finns listade i Catalogue of Life.